# Пронін Гнат Степанович
Гнат Степанович Пронін (30 грудня 1904, село Горюни Михайловського повіту Рязанської губернії, тепер Рязанської області, Російська Федерація — 22 вересня 1953, місто Красноярськ, тепер Російська Федерація) — радянський комсомольський діяч, завідувач масово-економічного відділу ЦК ВЛКСМ, член ВЦВК. Член ЦК ВЛКСМ та член Бюро ЦК ВЛКСМ у 1931—1934 роках. Член Комісії радянського контролю при РНК СРСР у 1934—1937 роках.

## Біографія
Народився в родині селянина-середняка. Закінчив церковноприходську школу в селі Слободка Михайловського повіту Рязанської губернії.
З квітня по жовтень 1915 року — наймит заможного селянина Куликова в селі Слободка Михайловського повіту. З листопада 1915 по березень 1916 року працював у сільському господарстві батька в селі Горюнах Михайловського повіту. З квітня по вересень 1916 року — наймит заможного селянина Куликова в селі Слободка Михайловського повіту. З жовтня 1916 по лютий 1917 року працював у сільському господарстві батька в селі Горюнах Михайловського повіту.
З березня 1917 по лютий 1919 року — половий (слуга) чайної в селі Слободка Михайловського повіту. З березня по грудень 1919 року працював у сільському господарстві батька в селі Горюнах Михайловського повіту.
У січні — березні 1920 року — слухач повітових кооперативних курсів Центроспілки в місті Михайлові Рязанської губернії.
У квітні — липні 1920 року — технічний секретар підвідділу політроботи Михайловського повітового відділу народної освіти Рязанської губернії.
З липня по листопад 1920 року — підпасок сільського товариства в селі Горюнах Михайловського повіту. З листопада 1920 по березень 1921 року працював у сільському господарстві батька в селі Горюнах Михайловського повіту. З квітня по жовтень 1921 року — пастух сільського товариства в селі Горюнах Михайловського повіту. З листопада 1921 по липень 1922 року працював у сільському господарстві батька в селі Горюнах Михайловського повіту.
У серпні — грудні 1922 року — діловод виконавчого комітету Михайловської повітової ради в селі Мишкіно Рязанської губернії.
У січні 1923 — липні 1924 року — чорнороб майстерні товариства інвалідів та клубу імені Самойлової при фабриці «Скороход» у місті Петрограді. У 1924 році вступив до комсомолу.
У серпні 1924 — січні 1926 року — робітник Ленінградської взуттєвої фабрики «Скороход» (імені Калініна).
Член РКП(б) з 1925 року.
У лютому 1926 — березні 1927 року — ланковий організатор, секретар комсомольського осередку Ленінградської взуттєвої фабрики імені Калініна.
У квітні 1927 — липні 1928 року — член бюро, завідувач відділу праці та освіти Московсько-Нарвського районного комітету ВЛКСМ міста Ленінграда.
У 1928 році закінчив однорічний недільний комуністичний вуз у місті Ленінграді.
У серпні 1928 — грудні 1930 року — член бюро, заступник завідувача, завідувач відділу праці та освіти Ленінградського комітету ВЛКСМ.
У січні 1931 — лютому 1934 року — завідувач масово-економічного відділу ЦК ВЛКСМ у Москві.
У березні 1934 — листопаді 1935 року — заступник керівника групи зовнішньої торгівлі Комісії радянського контролю при РНК СРСР, у листопаді 1935 — серпні 1936 року — член групи машинобудування Комісії радянського контролю при РНК СРСР.
До червня 1936 року — слухач Академії зовнішньої торгівлі в Москві, закінчив два курси.
У серпні 1936 — березні 1937 року — заступник уповноваженого Комісії радянського контролю при РНК СРСР по Донецькій області УРСР.
4 травня 1937 року виключений із складу Комісії радянського контролю при РНК СРСР.
15 травня 1937 року заарештований органами НКВС, виключений із членів партії. Засуджений Воєнною колегією Верховного суду СРСР 10 листопада 1937 року до десяти років виправно-трудових таборів. З 1937 по червень 1945 року відбував покарання в Норильському виправно-трудовому таборі НКВС СРСР, працював економістом проєктного управління, старшим економістом планового відділу Норильського гірничо-металургійного комбінату.
4 червня 1945 року достроково звільнений із ув'язнення. З червня 1945 по грудень 1950 року — керівник групи зведеного планування, заступник начальника планового відділу коксохімічного заводу, начальник планового відділу Управління металургійних заводів Норильського гірничо-металургійного комбінату.
23 грудня 1950 року висланий на поселення до Красноярського краю. 22 серпня 1953 року помер у місті Красноярську.
16 червня 1956 року посмертно реабілітований.